# Vierge du Vercors
La Vierge du Vercors est un piton rocheux du massif du Vercors situé dans le département de la Drôme au niveau de la falaise de Roche Rousse et dont la forme évoque une statue de la Vierge Marie.

## Géographie

### Situation
Cette curiosité naturelle dénommée « Vierge du Vercors » est située le long de la falaise de Roche Rousse qui marque les limites du plateau d'Herbouilly. Dominant la vallée de la Buyèche et le territoire des communes de Saint-Martin-en-Vercors et de Saint-Julien-en-Vercors de ses 1 238 m d'altitude, elle est également proche des sites historique de Valchevrière et de la Ferme d'Herbouilly.
La Vierge du Vercors est bordée du côté est et du côté ouest par la RD215c qui forme une longue boucle afin de franchir les longs escarpements des falaises de cette partie du Vercors, à proximité du col d'Herbouilly que franchit cette route et le pas de Saint-Martin.

### Description et classement
En décrochement de la falaise calcaire de Roche Rousse, l'érosion a permis la naissance d'un rocher d'une vingtaine de mètres de hauteur en lui donnant une silhouette évoquant celle de la Vierge. Ce rocher, classé au patrimoine national le 29 mars 1939 est assez difficile à situer et à observer.

### Géologie
Géologie du Vercors

## Évocation et utilisation

### Dans la littérature
La Vierge du Vercors est évoquée dans le roman La Sacrifiée du Vercors de François Médeline, publié en 2021 aux éditions Univers Poche.

### Site d'escalade
Un site d'escalade (Via corda) a été développé dans son socle. Sa longueur est estimée à 600 m avec une altitude de départ à 930 m et une altitude d'arrivée à 1 400 m,.